# 阿斯灵
阿斯灵（德語：Aßling，發音：[ˈaslɪŋ]）是德国巴伐利亚州上巴伐利亚行政区埃伯斯贝格县的市镇，面积31.37平方千米，2023年12月31日人口为4,631人。